# Accademia Etrusca
L'Accademia Etrusca ha sede a Cortona, nel Palazzo Casali.

## Storia
L'Accademia Etrusca trae origine dal precedente sodalizio degli “Occulti”, sorto a Cortona il 29 dicembre 1726, composto da Ridolfino Venuti, Bartolomeo Buoni, Niccolò Marcello Venuti, Cristoforo Capulli, Francesco Cattani, Piero Antonio Laparelli, Giorgio Baldelli, e Niccolò Vagnucci.
L'anno successivo, l'istituzione crebbe in consistenza per la cessione della biblioteca personale e di un interessante museo da parte di un erudito cortonese da tempo abitante a Roma, Onofrio Baldelli. Nell'occasione, gli "Occulti" cambiarono il loro nome in Accademia di Scienze et Erudizioni, per trasformarsi ancora, successivamente, in Accademia Etrusca delle Antichità ed Iscrizioni.
Si trattava di una denominazione forse non felice, visto che i soci sentirono il bisogno di specificare che non si occupavano di sola etruscologia. L'attività era infatti volta alla ricerca erudita, specificamente toscana.
Elementi portanti della prima fase della vita dell'Accademia furono i fratelli Ridolfino, Filippo e Marcello Venuti.
Alla loro scomparsa, l'attività dell'istituzione subì un forte rallentamento. La ripresa avvenne a fine Ottocento, con l'assunzione della carica di bibliotecario, dapprima, e di Lucumone (la più alta carica dell'Accademia) poi, di Girolamo Mancini.
Nel Novecento, importanti accademici sono stati il critico e storico della letteratura Pietro Pancrazi e lo storico Ugo Procacci.

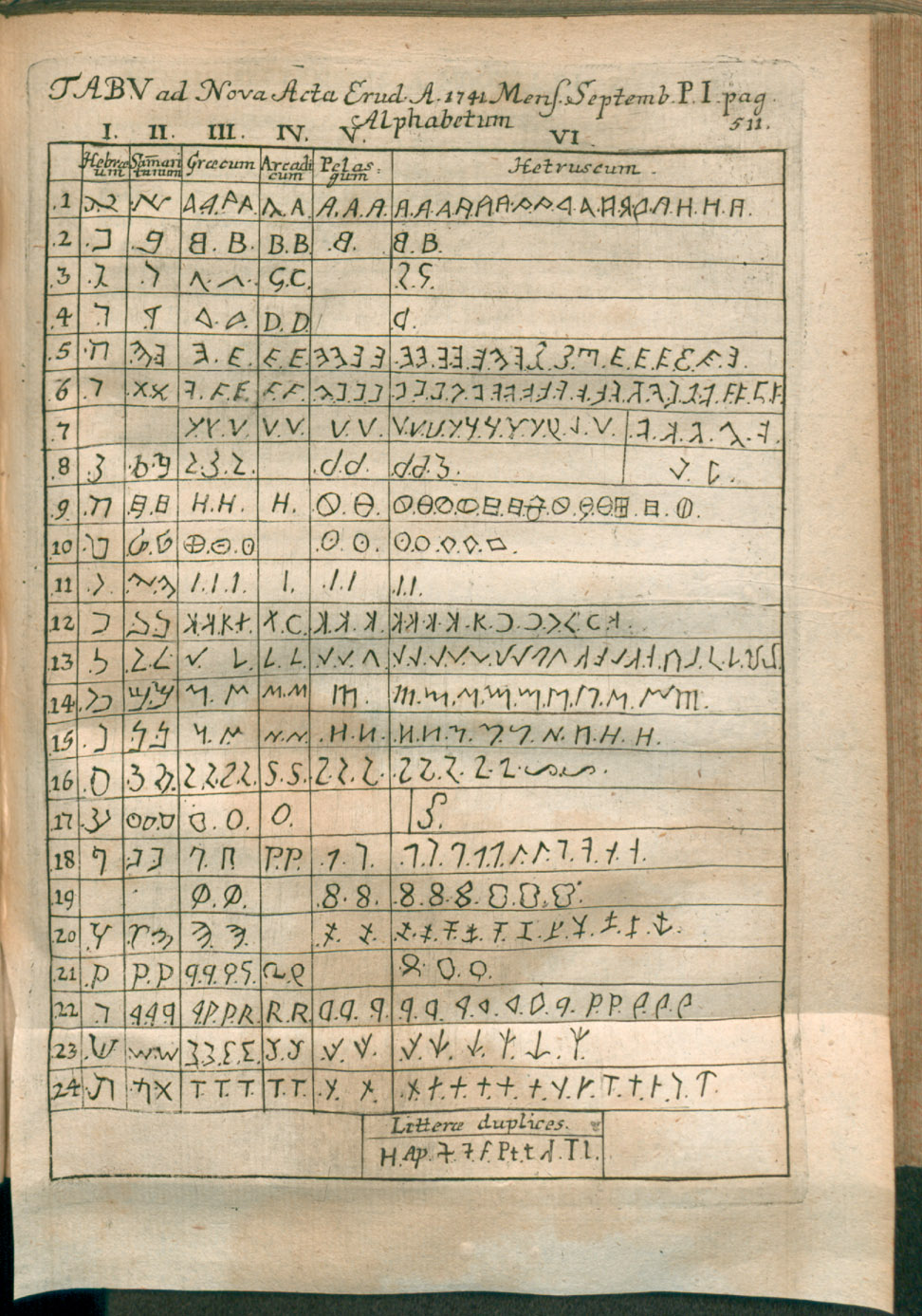
Illustrazione degli Acta Eruditorum del 1741 relativa ai Saggi di dissertazioni Accademiche, 1735

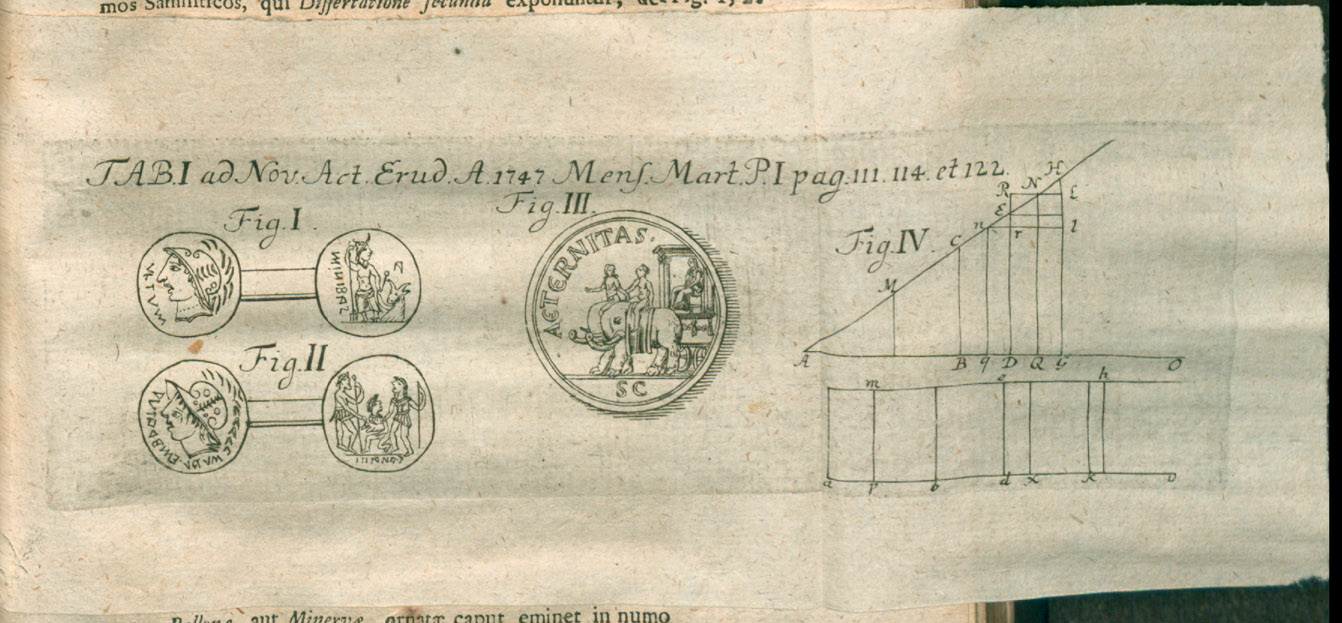
Illustrazione degli Acta Eruditorum del 1747 relativa alla recensione de Specimina dissertationum academicarum, ... in nobili Academia Etrusca...